# Ascioplaga sciasma
Ascioplaga sciasma är en skalbaggsart som beskrevs av Arturs Neboiss 1984. Ascioplaga sciasma ingår i släktet Ascioplaga och familjen Cupedidae. Inga underarter finns listade i Catalogue of Life.